# 宮越駅
宮越駅（みやこしえき）は、かつて北海道檜山郡上ノ国町字早瀬にあった北海道旅客鉄道（JR北海道）江差線の駅（廃駅）。事務管理コードは▲141419。

## 歴史

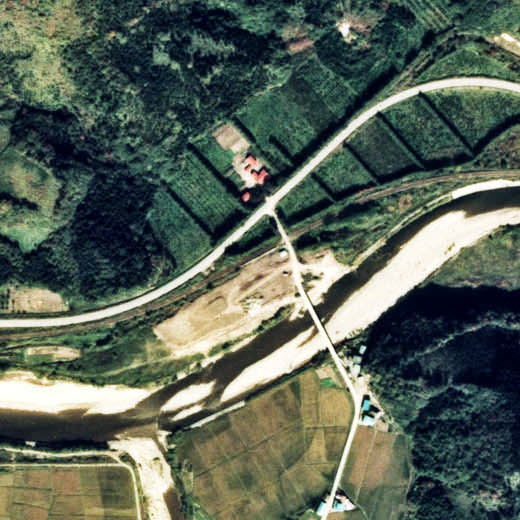
1976年の宮越駅と周囲約500m範囲。左が江差方面。

- 1964年（昭和39年）12月30日：日本国有鉄道（国鉄）江差線の駅として開業[3][4]。旅客のみ取扱い[3]の無人駅[5]。
- 1987年（昭和62年）4月1日：国鉄分割民営化により北海道旅客鉄道（JR北海道）に継承[3]。
- 2014年（平成26年）5月12日：江差線の木古内駅 - 江差駅間の廃止に伴い廃駅[6]。

### 駅名の由来
地名（所在地の隣の字名）より。地名はもともと立派な松の木が生えていたことから、「松ノ木」という地名であったが、現在の名称に改められた。
「宮越」の由来は諸説有り、一説には、木古内への道の途中に神社があり、「宮を越えて行く」ことから名づけられた和名である、というものと、アイヌ語の「イーヤムウシナイ（栗の木の多い沢）」が「ミヤコシ」に訛り、漢字を当てられたという説がある。

## 駅構造
単式ホーム1面1線を有する地上駅で、開業当初から廃止されるまで無人駅だった。
駅舎はなく、当初プレハブの小屋が建っていたホーム脇に、1986年（昭和61年）頃に他駅から移設した待合所が設置された。かつてはトイレもあったが、廃止された時点ではなくなっていた。

## 利用状況
| 乗車人員推移 | 乗車人員推移     |
| 年度         | 一日平均乗車人員 |
| ------------ | ---------------- |
| 2011         | 0                |
| 2012         | 1                |
| 2013         | 0                |

## 駅周辺
- 宮越橋
- 天の川
- 宮越内川

## 駅跡
函館バスの江差線廃止代替路線「江差木古内線」の停留所「宮越」が駅跡最寄りの北海道道5号江差木古内線上に設置されている。

## 隣の駅
北海道旅客鉄道（JR北海道）
江差線
湯ノ岱駅 - 宮越駅 - 桂岡駅